# سیمرغ: برگرفته از منطق‌الطیر عطار نیشابوری
سیمرغ: برگرفته از منطق‌الطیر عطار نیشابوری کتابی از مرجان فولادوند با تصویرگری محمد برنگی است که در سال ۱۳۹۸ از سوی نشر مدرسه منتشر و در سال ۲۰۲۰ در فهرست کلاغ سفید قرار گرفت.